# Individual Challenge Cup 2019
Individual Challenge Cup 2019 (ICC 2019) byl X. ročník mezinárodní soutěže jednotlivců ve field trialu retrieverů, který se konal 7. a 8. prosince 2019 ve Španělsku poblíž města Tudela. Pořadatelem soutěže byl Real Sociedad Canina de España (RSCE).
Soutěže se zúčastnilo 34 psů z 10 zemí. Vítězem se stal Adrián Sifre Flores ze Španělska se psem Crack De Enanzo před Pieterem Vivijsem z Belgie s fenou Think Twice Uh La La La.

## Rozhodčí
RSCE nominovala čtyři rozhodčí.
| Rozhodčí                                                                       |                                |
| ------------------------------------------------------------------------------ | ------------------------------ |
| \| - Stefano Martinolli - Paul David Toal \| - Bobby Robertson - Jo Serryus \| |                                |
| - Stefano Martinolli - Paul David Toal                                         | - Bobby Robertson - Jo Serryus |

## Výsledky

### Soutěžící
Seznam soutěžících z jednotlivých zemí (řazeno podle země).
| St.č. | Vůdce                    | Pes                                  | Plemeno | Vrh               |
| ----- | ------------------------ | ------------------------------------ | ------- | ----------------- |
| 4     | Dirk Volders‡            | Jane Des Ormeaux De Villebeton       | LR      | 5. březen 2014    |
| 22    | Kurt Becksteiner         | Fendawood Dave                       | LR      | 5. březen 2014    |
| 18    | Ivonne Brunold           | Beechdale's Dusty Hazel              | LR      | 30. březen 2011   |
| 11    | Natalie Burgstaller      | Waterfriend Dragos                   | LR      | 10. červenec 2014 |
| 16    | Ivonne Brunold           | Von Der Mohnenfluh Ajuna             | LR      | 19. červenec 2016 |
| 23    | Pieter Vivijs            | Think Twice Uh La La La              | GR      | 4. duben 2016     |
| 20    | Dirk Volders             | Fendawood Huntsman                   | LR      | 15. srpen 2015    |
| 8     | Martin Incédi            | Arapaho Shelf Lavondyss              | LR      | 19. červen 2013   |
| 6     | Heli Siitari             | Jake Of Dukefield                    | LR      | 8. květen 2013    |
| 2     | Timo Luomanen            | Ragweed's Easyrider Of Fendawood     | LR      | 8. květen 2014    |
| 31    | Jukka Rastas             | Lekking Clover Astro                 | LR      | 4. prosinec 2013  |
| 30    | Maarit Saarinen          | Biamin Juicy Chili                   | LR      | 4. leden 2013     |
| 12    | Emmanuel Cormier         | Cool Mint Arlet Star                 | LR      | 3. březen 2014    |
| 21    | Jean Louis Recchia       | Kaliture Gra Go Deo                  | GR      | 6. duben 2013     |
| 1     | Bruno Julien             | Liverycroft Apache Gold              | LR      | 20. duben 2014    |
| 15    | Anne Besnard             | Jo Des Ormeaux De Villebeton         | LR      | 5. březen 2014    |
| 28    | Nicolas Samson           | Hirresistible Des Heritiers De Pitch | LR      | 3. duben 2012     |
| 29    | Stephanie Huf            | Henderick Team Williams              | LR      | 4. květen 2015    |
| 10    | Anja Möller-Hubert       | Flashmount Teal                      | LR      | 19. prosinec 2013 |
| 26    | Costi Francesca          | Waterfriend Do It Better             | LR      | 20. květen 2014   |
| 19    | Banica Beatrice Gabriela | Waterfriend Damasco                  | LR      | 20. květen 2014   |
| 3     | Zappavigna Salvatore     | Waterfriend East Coast               | LR      | 23. květen 2015   |
| 27    | Berzacola Chiara         | Zoe                                  | LR      | 8. září 2016      |
| 32    | Zoccali Angelo           | The Groowtoto                        | LR      | 3. únor 2017      |
| 9     | J.A.P. Luijendijk        | Joker Of The Spring Cottage          | LR      | 27. březen 2015   |
| 13    | Adrián Sifre Flores      | Crack De Enanzo                      | LR      | 26. leden 2016    |
| 34    | Eduardo Escalada         | Keara De La Corraliza                | LR      | 5. říjen 2013     |
| 17    | Juan Antonio Peláez      | Ciao                                 | LR      | 15. únor 2014     |
| 25    | Jose Ignacio Ariza Doiz  | Castlegrey Becky                     | LR      | 31. květen 2017   |
| 7     | Manuel Alonso Fauro      | Starcreek Petra                      | LR      | 15. červenec 2016 |
| 14    | Gerard Reinle            | Lesser Burdock Balan                 | LR      | 19. květen 2012   |
| 24    | Werner Haag              | Millgreen Linnet                     | GR      | 26. duben 2014    |
| 33    | Heike Jansky             | Adrenaline Of Druid's Peak           | LR      | 16. březen 2014   |
| 5     | Didier Rüegg             | Fendale Devilish Good                | LR      | 2. duben 2016     |

‡ Obhájce

### I. soutěžní den - kvalifikace
První den proběhla kvalifikace do nedělního finále (řazeno podle startovního čísla).
| St.č. | Vůdce                    | Pes                                  | Plemeno |
| ----- | ------------------------ | ------------------------------------ | ------- |
| 1     | Bruno Julien             | Liverycroft Apache Gold              | LR      |
| 2     | Timo Luomanen            | Ragweed's Easyrider Of Fendawood     | LR      |
| 7     | Manuel Alonso Fauro      | Starcreek Petra                      | LR      |
| 8     | Martin Incédi            | Arapaho Shelf Lavondyss              | LR      |
| 11    | Natalie Burgstaller      | Waterfriend Dragos                   | LR      |
| 13    | Adrián Sifre Flores      | Crack De Enanzo                      | LR      |
| 17    | Juan Antonio Peláez      | Ciao                                 | LR      |
| 18    | Ivonne Brunold           | Beechdale's Dusty Hazel              | LR      |
| 19    | Banica Beatrice Gabriela | Waterfriend Damasco                  | LR      |
| 21    | Jean Louis Recchia       | Kaliture Gra Go Deo                  | GR      |
| 22    | Kurt Becksteiner         | Fendawood Dave                       | LR      |
| 23    | Pieter Vivijs            | Think Twice Uh La La La              | GR      |
| 24    | Werner Haag              | Millgreen Linnet                     | GR      |
| 26    | Costi Francesca          | Waterfriend Do It Better             | LR      |
| 27    | Berzacola Chiara         | Zoe                                  | LR      |
| 28    | Nicolas Samson           | Hirresistible Des Heritiers De Pitch | LR      |
| 29    | Stephanie Huf            | Henderick Team Williams              | LR      |
| 30    | Maarit Saarinen          | Biamin Juicy Chili                   | LR      |
| 34    | Eduardo Escalada         | Keara De La Corraliza                | LR      |

### II. soutěžní den - finále
Kompletní výsledky po druhém soutěžním dni.
| Poz.                                         | St.č. | Vůdce                    | Pes                                  | Plemeno | Hodnocení   | Tituly                |
| -------------------------------------------- | ----- | ------------------------ | ------------------------------------ | ------- | ----------- | --------------------- |
| 1                                            | 13    | Adrián Sifre Flores      | Crack De Enanzo                      | LR      | Výborný 1   | CACIT, CACT           |
| 2                                            | 23    | Pieter Vivijs            | Think Twice Uh La La La              | GR      | Výborný 2   | Res. CACIT, Res. CACT |
| 3                                            | 8     | Martin Incédi            | Arapaho Shelf Lavondyss              | LR      | Výborný 3   |                       |
|                                              | 1     | Bruno Julien             | Liverycroft Apache Gold              | LR      | Velmi dobrý |                       |
|                                              | 27    | Berzacola Chiara         | Zoe                                  | LR      | velmi dobrý |                       |
|                                              | 34    | Eduardo Escalada         | Keara De La Corraliza                | LR      | Velmi dobrý |                       |
|                                              | 2     | Timo Luomanen            | Ragweed's Easyrider Of Fendawood     | LR      | Dobrý       |                       |
|                                              | 17    | Juan Antonio Peláez      | Ciao                                 | LR      | Dobrý       |                       |
|                                              | 22    | Kurt Becksteiner         | Fendawood Dave                       | LR      | Dobrý       |                       |
|                                              | 11    | Natalie Burgstaller      | Waterfriend Dragos                   | LR      | n.c.        |                       |
|                                              | 19    | Banica Beatrice Gabriela | Waterfriend Damasco                  | LR      | n.c.        |                       |
|                                              | 21    | Jean Louis Recchia       | Kaliture Gra Go Deo                  | GR      | n.c.        |                       |
|                                              | 26    | Costi Francesca          | Waterfriend Do It Better             | LR      | n.c.        |                       |
|                                              | 28    | Nicolas Samson           | Hirresistible Des Heritiers De Pitch | LR      | n.c.        |                       |
|                                              | 29    | Stephanie Huf            | Henderick Team Williams              | LR      | n.c.        |                       |
|                                              | 7     | Manuel Alonso Fauro      | Starcreek Petra                      | LR      | el.         |                       |
|                                              | 18    | Ivonne Brunold           | Beechdale's Dusty Hazel              | LR      | el.         |                       |
|                                              | 24    | Werner Haag              | Millgreen Linnet                     | GR      | el.         |                       |
|                                              | 30    | Maarit Saarinen          | Biamin Juicy Chili                   | LR      | el.         |                       |
| soutěžící, kteří nepostoupili do druhého dne |       |                          |                                      |         |             |                       |
|                                              | 3     | Zappavigna Salvatore     | Waterfriend East Coast               | LR      | n.c.        |                       |
|                                              | 4     | Dirk Volders             | Jane Des Ormeaux De Villebeton       | LR      | n.c.        |                       |
|                                              | 5     | Didier Rüegg             | Fendale Devilish Good                | LR      | n.c.        |                       |
|                                              | 6     | Heli Siitari             | Jake Of Dukefield                    | LR      | n.c.        |                       |
|                                              | 9     | J.A.P. Luijendijk        | Joker Of The Spring Cottage          | LR      | n.c.        |                       |
|                                              | 10    | Anja Möller-Hubert       | Flashmount Teal                      | LR      | n.c.        |                       |
|                                              | 12    | Emmanuel Cormier         | Cool Mint Arlet Star                 | LR      | n.c.        |                       |
|                                              | 25    | Jose Ignacio Ariza Doiz  | Castlegrey Becky                     | LR      | n.c.        |                       |
|                                              | 31    | Jukka Rastas             | Lekking Clover Astro                 | LR      | n.c.        |                       |
|                                              | 32    | Zoccali Angelo           | The Groowtoto                        | LR      | n.c.        |                       |
|                                              | 14    | Gerard Reinle            | Lesser Burdock Balan                 | LR      | el.         |                       |
|                                              | 15    | Anne Besnard             | Jo Des Ormeaux De Villebeton         | LR      | el.         |                       |
|                                              | 16    | Ivonne Brunold           | Von Der Mohnenfluh Ajuna             | LR      | el.         |                       |
|                                              | 20    | Dirk Volders             | Fendawood Huntsman                   | LR      | el.         |                       |
|                                              | 33    | Heike Jansky             | Adrenaline Of Druid's Peak           | LR      | el.         |                       |

n.c. - neklasifikován (anglicky not classified)
el. - vyloučen (anglicky eliminated)